# Densha de Go! 64
Densha de Go! 64 (電車でGO!64, Vá de trem 64) é um jogo de simulação de trem para o Nintendo 64. Foi lançado apenas no Japão em 1999. O jogo foi desenvolvido e publicado pela Taito Corporation.